# Callisphecia bicincta
Callisphecia bicincta là một loài bướm đêm thuộc họ Sesiidae. Nó được tìm thấy ở Cameroon.